# Abrahamsapokalypsen
Abrahamsapokalypsen är en apokryfisk skrift, tillkommen cirka år 100 e.Kr. Den gör Abraham till den allt överskuggande förebilden för den troende. Som den förste profeten kände han Bibeln redan innan den tillkom och steg på ett fantastiskt sätt upp till Gud.